# Rhinophylla
A Rhinophylla az emlősök (Mammalia) osztályának a denevérek (Chiroptera) rendjébe, ezen belül a kis denevérek (Microchiroptera) alrendjébe és a hártyásorrú denevérek (Phyllostomidae) családjába tartozó nem.

## Tudnivalók
A Rhinophylla-fajok Dél-Amerika területén élnek.

## Rendszerezés
A nembe az alábbi 3 faj tartozik:
- Rhinophylla alethina
- Rhinophylla fischerae
- Rhinophylla pumilio típusfaj

### Fordítás
- Ez a szócikk részben vagy egészben  a   Rhinophylla című angol Wikipédia-szócikk fordításán alapul.  Az eredeti cikk szerkesztőit annak laptörténete sorolja fel. Ez a jelzés csupán a megfogalmazás eredetét és a szerzői jogokat jelzi, nem szolgál a cikkben szereplő információk forrásmegjelöléseként.